# Flor do Sertão
Flor do Sertão är en kommun i Brasilien.   Den ligger i delstaten Santa Catarina, i den södra delen av landet, 1 300 km söder om huvudstaden Brasília. Antalet invånare är 1 588.
Omgivningarna runt Flor do Sertão är en mosaik av jordbruksmark och naturlig växtlighet. Runt Flor do Sertão är det ganska glesbefolkat, med 43 invånare per kvadratkilometer.